# Sphagnum helenicum
Sphagnum helenicum är en bladmossart som beskrevs av Warnstorf 1891. Sphagnum helenicum ingår i släktet vitmossor, och familjen Sphagnaceae. Inga underarter finns listade i Catalogue of Life.